# Interregnum
Interregnum is de Latijnse uitdrukking voor een tussenregering.
Oorspronkelijk betekende het begrip bij de Romeinen de tijd tussen de dood van de ene koning en de benoeming van de volgende koning. Later bedoelden zij de tijd dat er geen consuls waren. Voor die periode werd een senator tot interrex benoemd, die de verkiezing van nieuwe consuls moest organiseren.
Later werd met interregnum de periode tussen heersers (koningen, keizers, pausen) in het algemeen bedoeld. Nu wordt de term zeer algemeen gebruikt voor een periode die een breuk tussen twee regeringen, een breuk binnen een organisatie of zelfs binnen het maatschappelijk systeem aangeeft. In de Rooms-Katholieke Kerk spreekt men tijdens het interregnum van een sede vacante. Deze tekst verschijnt ook op postzegels en munten van het Vaticaan.

## Groot Interregnum
Het Groot Interregnum is de periode tussen de regeringen van de Hohenstaufen en de Habsburgers in het Heilige Roomse Rijk. Deze laat men soms aanvangen met de afzetting van keizer Frederik II, maar ook wel met zijn dood in 1250 of de dood van zijn zoon koning Koenraad IV — de laatste Hohenstaufen — in 1254, soms met de dood van Willem II van Holland in 1256. De periode eindigde in 1273 met de verkiezing van de eerste Habsburger op de troon, Rudolf I.
De keurvorsten wilden af van een sterk centraal gezag en lieten hun keuze voor de troon vallen op twee niet serieuze kandidaten. In januari 1257 werd Richard van Cornwall, broer van koning Hendrik III van Engeland, tot Rooms-koning gekozen, en in april 1257 Alfonso X, koning van Castilië. Geen van beiden oefenden ooit feitelijke macht uit. Plaatselijke en regionale machthebbers wisten hun leenverbanden te verbreken en hun macht uit te breiden ten koste van het centrale gezag. In 1273 wilde paus Gregorius X een kruistocht starten en had daarbij de medewerking van een sterke Duitse keizer nodig. Hij zette de keurvorsten onder druk om een serieuze kandidaat te kiezen. Dat werd Rudolf I van Habsburg en niet de door de paus gesteunde kandidaat Ottokar II van Bohemen. Ook in andere landen zijn er belangrijke interregna geweest.